# Чемпіонат Європи з футболу 1996 (склади команд)/Хорватія

## Складзбірної Хорватіїначемпіонаті Європи 1996року
Головний тренер: Мірослав Блажевіч 
| №  | Амплуа | Гравець           | Дата народження   | Матчів | Клуб            |
| -- | ------ | ----------------- | ----------------- | ------ | --------------- |
| 1  | В      | Дражен Ладич      | 1 грудня 1963     |        | Кроація         |
| 2  | П      | Никола Юрчевич    | 14 вересня 1966   |        | Фрайбург        |
| 3  | З      | Роберт Ярні       | 26 жовтня 1968    |        | Реал Бетіс      |
| 4  | З      | Ігор Штімац       | 6 вересня 1967    |        | Дербі Каунті    |
| 5  | З      | Никола Єркан      | 8 грудня 1964     |        | Реал Ов'єдо     |
| 6  | З      | Славен Білич      | 11 вересня 1968   |        | Вестхем Юнайтед |
| 7  | П      | Альоша Асановіч   | 14 грудня 1965    |        | Гайдук (Спліт)  |
| 8  | П      | Роберт Просінечкі | 12 січня 1969     |        | Барселона       |
| 9  | Н      | Давор Шукер       | 1 січня 1968      |        | Севілья         |
| 10 | П      | Звонімір Бобан    | 8 грудня 1968     |        | Мілан           |
| 11 | Н      | Ален Бокшич       | 21 січня 1970     |        | Лаціо           |
| 12 | В      | Маріян Мрмич      | 6 травня 1965     |        | Вартекс         |
| 13 | П      | Маріо Станич      | 10 квітня 1972    |        | Брюгге          |
| 14 | З      | Звонімір Солдо    | 2 листопада 1967  |        | Кроація         |
| 15 | З      | Дубравко Павличич | 28 листопада 1967 |        | Еркулес         |
| 16 | П      | Младен Младенович | 13 вересня 1964   |        | Гамба (Осака)   |
| 17 | Н      | Ігор Памич        | 19 листопада 1969 |        | Осієк           |
| 18 | З      | Елвіс Брайкович   | 12 червня 1969    |        | Мюнхен 1860     |
| 19 | Н      | Горан Влаович     | 7 серпня 1972     |        | Падуя           |
| 20 | З      | Даріо Шимич       | 12 листопада 1975 |        | Кроація         |
| 21 | Н      | Ігор Цвитанович   | 1 листопада 1969  |        | Кроація         |
| 22 | В      | Тончі Габрич      | 11 листопада 1961 |        | Гайдук (Спліт)  |
|    |        |                   |                   |        |                 |